# Mosejnije-je Olja
Mosejnije-je Olja (perski: مثينيه عليا) – wieś w Iranie, w ostanie Chuzestan. W 2006 roku miejscowość liczyła 115 mieszkańców w 20 rodzinach.